# Коптска уметност
Коптска уметност обухвата уметност хришћанских старих Египћана који су углавном живели на бреговима реке Нила и говорили коптским језиком који је данас очуван само у оквиру коптске цркве и говори се арапским језиком од 17. века.
Ова уметност се развијала под утицајем позне античке уметности, грчке и хеленистичке уметности која је долазила из Александрије све до 3. века. У почетку је била повезена са паганским а касније и хришћанским религијама. У најстарије налазе се рачунају разне надгробне стеле које се датирају у 268. - 340. године са мотивима из хришћанства као симболи рибе. Рељефи су плитки. Мотиви на стелама су схеметизовани и митолошки мотиви.
Највећи процват коптске уметности датира се у године 6. - 8. века. Ова уметност познаје рад са иконама у техници енкаустике и темпере као и радове са тканинама које се до 8. века раде у све јачем и богатијем колориту.
Ова уметност је утицала на уметност хришћанства у Нубији, Етиопији и другим земљама афричког континента.